# The Cocoanuts
The Cocoanuts è un musical statunitense in due atti su libretto di George S. Kaufman e Morrie Ryskind, parole e musiche di Irving Berlin.
Lo spettacolo debuttò a Broadway l'8 dicembre 1925 al Lyric Theatre. Dopo 276 rappresentazioni, chiuse il 7 agosto 1926.
Il musical, nel 1929, fu adattato per lo schermo dalla Paramount Pictures. In Italia, il film venne distribuito con il titolo Noci di cocco: fu il primo lungometraggio girato dai fratelli Marx e uno dei primi film sonori della storia del cinema.